# Cabanilla
Cabanilla es una localidad peruana ubicada en la región Puno, provincia de Lampa, distrito de Cabanilla. Es asimismo capital del distrito de Cabanilla. Se encuentra a una altitud de  m s. n. m. Tiene una población de  habitantes en 1993.
El perímetro de la plaza principal de Cabanilla fue declarado monumento histórico del Perú el 23 de julio de 1980 mediante el R.M.N° 0928-80-ID.

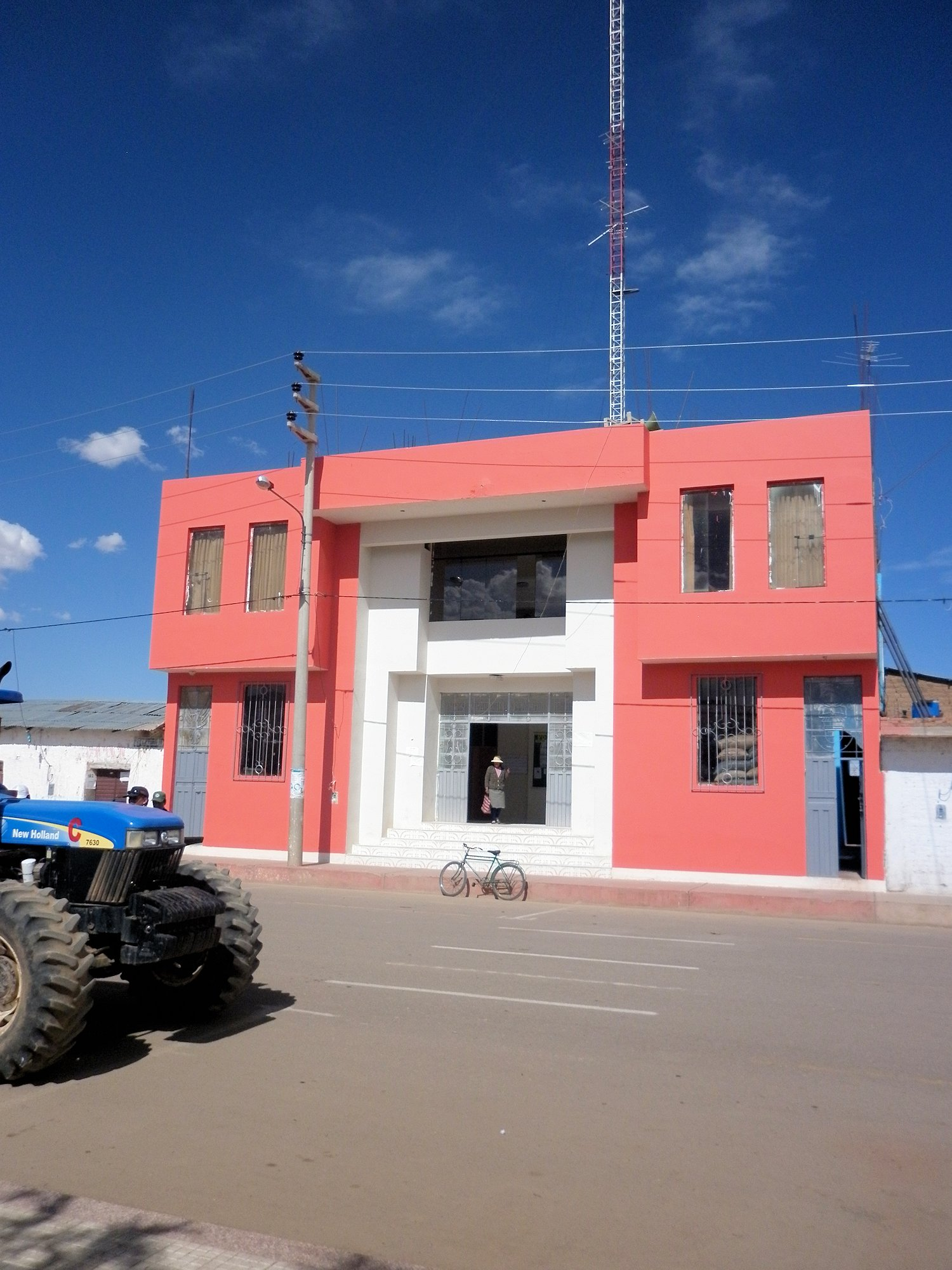

## Clima
| Parámetros climáticos promedio de Cabanilla | Parámetros climáticos promedio de Cabanilla | Parámetros climáticos promedio de Cabanilla | Parámetros climáticos promedio de Cabanilla | Parámetros climáticos promedio de Cabanilla | Parámetros climáticos promedio de Cabanilla | Parámetros climáticos promedio de Cabanilla | Parámetros climáticos promedio de Cabanilla | Parámetros climáticos promedio de Cabanilla | Parámetros climáticos promedio de Cabanilla | Parámetros climáticos promedio de Cabanilla | Parámetros climáticos promedio de Cabanilla | Parámetros climáticos promedio de Cabanilla | Parámetros climáticos promedio de Cabanilla |
| Mes                                         | Ene.                                        | Feb.                                        | Mar.                                        | Abr.                                        | May.                                        | Jun.                                        | Jul.                                        | Ago.                                        | Sep.                                        | Oct.                                        | Nov.                                        | Dic.                                        | Anual                                       |
| ------------------------------------------- | ------------------------------------------- | ------------------------------------------- | ------------------------------------------- | ------------------------------------------- | ------------------------------------------- | ------------------------------------------- | ------------------------------------------- | ------------------------------------------- | ------------------------------------------- | ------------------------------------------- | ------------------------------------------- | ------------------------------------------- | ------------------------------------------- |
| Temp. media (°C)                            | 9.9                                         | 9.8                                         | 9.4                                         | 8.9                                         | 7.5                                         | 6                                           | 5.5                                         | 6.7                                         | 8.3                                         | 9.5                                         | 10                                          | 10                                          | 8.5                                         |
| Temp. mín. media (°C)                       | 3.3                                         | 3.4                                         | 3                                           | 1.5                                         | -0.7                                        | -3.4                                        | -4.2                                        | -3.2                                        | -0.5                                        | 0.7                                         | 1.5                                         | 2.9                                         | 0.4                                         |
| Fuente: climate-data.org                    |                                             |                                             |                                             |                                             |                                             |                                             |                                             |                                             |                                             |                                             |                                             |                                             |                                             |